# Església parroquial de Santa Pau
L'Església parroquial de Santa Pau és una església de Santa Pau (Garrotxa) inclosa a l'Inventari del Patrimoni Arquitectònic de Catalunya.

## Descripció
Les obres de construcció de l'església varen ésser començades el segle xvi i continuades posteriorment. Es va seguir l'estil gòtic encara que tota la part última de l'església es devia decantar cap al barroc. El temple és d'una sola nau, amb quatre capelles laterals i una sagristia. Amb voltes d'aresta rematades amb unes claus molt boniques i interessants per la datació cronològica de l'edifici. Adossada al costat esquerre dels peus de la nau, s'aixeca l'esvelta torre del campanar. Antigament va tenir un retaule barroc i l'actual, que intenta ser gòtic, està molt lluny d'aquell pel qual el baró arribà a pagar deu mil sous.

### Portada
Portalada afegida amb posterioritat (1929), neogòtica. Flanquejant la porta hi ha dos pilars quadrats, decorats per la part davantera i acabats amb decoració típicament gòtica. La porta té un arc ogival acabat amb una creu. Sobre aquesta porta hi ha unes decoracions vegetals molt riques.

### Claus de volta
Pel que fa a les claus de volta heràldiques, cal tenir en compte que els escuts esculpits a l'església no són del Santa Pau sinó dels Oms. L'escut de la casa dels Oms presenta tres faixes sobre el camp. També hi ha dues claus de volta pròximes a l'entrada del temple presenten el blasó dividit, representant l'aliança familiar entre els Oms i els Parapertusa.
Pel que fa a les claus de volta iconogràfiques, n'hi ha tres. La de Santa Maria és la clau de l'altar principal, més gran i anterior a les claus laterals. Representa la Verge abillada amb mantell i coronada amb el Nen al braç esquerre. L'Infant aguanta el llibre amb les dues mans i la Mare porta a la dreta l'esfera. Està sostinguda per dos àngels.
En segon lloc hi ha la de la Mare de Déu del Roser: La data marcada a l'entrada de la capella i que coincideix exactament amb la mencionada en una de les visites pastorals, dona l'any 1594 com el de la construcció. La capella presenta petits escuts de la família Oms a cada costat de l'entrada. La imatge de la Verge respon a la típica iconografia de l'època: la Verge dempeus sostenint el Nen als braços i encerclada d'un rosari.
També hi ha la de Sant Isidre, datada el 1634, data que es repeteix a l'entrada de la capella, acompanyada d'escuts de la família Oms. La primera visita pastoral que esmenta l'altar de Sant Isidre és la de 1637. La clau té forma troncocònica. El sant duu barba, jaqueta i calça curta i porta la pala entre les mans. Al terra de la capella hi ha la llosa sepulcral de la família Bohigues, amb l'escut familiar.

### Mènsules
Situades a l'acabament dels nervis de la volta. Són esculturades en forma de lleons, un personatge grotesc semblant a un putti i d'altres tapades per l'actual retaule del segle xx. A les capelles de la Mare de Déu del Roser i a la de Sant Isidre també hi ha mènsules molt interessants amb la data d'edificació esculpida (1934, 1594) i els escuts de la família Oms.

### Torre-campanar
Construcció de planta quadrada que denota l'època d'edificació (cap el 1400). Està rematada per un coronament de merlets. Les cantonades són obrades amb carreus alternats. El conjunt demostra un caire defensiu.
Hi ha una pica baptismal situada a la capella lateral (segona, esquerra). És de grans dimensions; té la forma de copa, amb vuit cares; en una d'elles hom hi pot llegir la data: MDCXII. Té unes senzilles decoracions que semblen simbolitzar fulles estilitzades. En l'actualitat encara està en ús.
Al seu interior conserva la Verge de Sant Martí Vell, gòtica, de marbre; la talla barroca de la Verge del Carme, procedent d'un retaule de Santa Llúcia de Treinteres i la imatge d'una Mare de Déu, procedent de Santa Maria dels Arcs

## Història
Per estudiar el fet històric d'aquest edifici cal partir de dos fets, inqüestionables, referits al segle xv. El primer, és el testament del baró Hug Ademar I, redactat l'any 1391, que preveu la construcció d'una nova església dins el reducte fortificat. El segon serien els cataclismes sísmics de 1427-1428, amb el parcial enderrocament de Santa Maria dels Arcs -fins aleshores parròquia- que portaria a sol·licitar oficialment el trasllat de la parròquia. No fou l'hereu de Hug Ademar I qui compliria la clàusula testamentaria sinó Galceran, el fill menor. Així, a finals del segle xv es començarien les obres.